# Грецкий орех (плод)
Грецкий орех — плод любого дерева рода Juglans семейства Ореховые, в том числе персидского или грецкого ореха (Juglans regia).

## Описание
Плоды грецкого ореха представляют собой округлые крупные одиночные односемянные костянки. При наступлении зрелости внешняя толстая зелёная кожура подсыхает, трескается, отделяется от косточки, лопается и раскрывается. В процессе подсыхания коричневая скорлупа косточки становится жёсткой и хрупкой. Под скорлупой заключается ядро, обычно состоящее из двух половин, разделённых перегородкой. Ядра грецких орехов широко используются после полного созревания — употребляются в пищу в качестве ценного продукта питания, содержащего белки и незаменимые жирные кислоты. Очищенные ядра косточек грецкого ореха покрыты тонкой коричневой оболочкой, содержащей антиоксиданты, которые защищают богатые жирами ядра от воздействия атмосферного кислорода, предотвращая таким образом прогоркание.

## Пищевая ценность
Незрелые плоды богаты аскорбиновой кислотой (до 10 %).
Ядра плодов содержат жирное масло (до 60—76 %), белковые вещества (до 21 %), углеводы (до 7 %), витамин К, флавоноиды и аминокислоты (аспарагин, цистин, глутамин, серин, гистидин. валин, фенилаланин).
Жирное масло состоит из глицеридов линолевой, олеиновой, стеариновой, пальмитиновой и линоленовой кислот.

## Применение
Грецкие орехи применяются для приготовления различных блюд, халвы, конфет, пастилы, муки, тортов, пирожных и других сладостей.
Незрелые плоды используют для изготовления витаминных концентратов и витаминизированных продуктов. Согласно воспоминаниям Артёма Сергеева, варенье из недозрелых грецких орехов — одно из любимых блюд И. В. Сталина.
Зелёная кожура незрелых орехов — сырьё для производства нафтохинона юглона.